# Пожинский сельсовет
Пожинский сельсовет — упразднённая административно-территориальная единица, существовавшая на территории Московской губернии и Московской области до 1926 и в 1927-1939 годах.
Пожинский сельсовет был образован в первые годы советской власти. По данным 1923 года он входил в состав Лузгаринской волости Егорьевского уезда Московской губернии.
В 1926 году Пожинский с/с был присоединён к Алексино-Шатурскому с/с, но уже в 1927 году выделен обратно.
В 1929 году Пожинский с/с был отнесён к Шатурскому району Орехово-Зуевского округа Московской области.
10 июля 1933 года в связи с ликвидацией Шатурского района Пожинский с/с был передан в Егорьевский район.
17 июля 1939 года Пожинский с/с был упразднён. При этом его территория (селение Пожинская) была передана в Алёшинский с/с.